# Bouri
Bouri ist die Bezeichnung für eine weitläufige paläoanthropologische und archäologische Fundstätte aus dem Pleistozän in der Afar-Senke, Mittlerer Awash, in Äthiopien. Sie befindet sich auf der Halbinsel Bouri, zwischen dem Fluss Awash und dem Yardi-See, und wurde benannt nach dem gleichnamigen Dorf am Nordende der Halbinsel. Bouri ist u. a. der Fundort des Typusexemplars von Australopithecus garhi und des sogenannten Herto-Schädels, der aus einer als Herto benannten Fundstelle geborgen wurde. Außerdem wurden im Jahr 1999 rund 2,5 Millionen Jahre alte Knochen gefunden, für die Modifikationen durch Schnittspuren mit Steinwerkzeugen geltend gemacht werden. Im Gebiet der Fundstätte Bouri gibt es rund 30 Ausgrabungsstellen.
Die Halbinsel Bouri wurde erstmals intensiv durch die ab 1975 von Jon Kalb geleitete Rift Valley Research Mission in Ethiopia erforscht und in dessen Nachfolge seit 1981 durch das Middle Awash Research Project. Auf der vom Awash umflossenen Halbinsel (Lagedaten: 10° 15' bis 10° 18' N; 40° 30' bis 40° 34' E) treten drei unterschiedlich alte geologische Schichten zutage: Hatayae (oder Hata Member – 2,5 Millionen Jahre alt); Dakanihylo (oder Daka Member – 1 Million Jahre alt); und Herto Member (150.000 bis 200.000 Jahre alt, benannt nach deren Aufschluss im Bereich der Fundstelle Herto). Insgesamt sind die als Bouri-Formation bezeichneten Schichten 80 Meter dick. Aus allen drei Schichten wurden hominine Fossilien (aus der Daka-Schicht u. a. das gut erhaltene Schädeldach BOU-VP-2/66 von Homo erectus) sowie Steinwerkzeuge geborgen.

## Belege
1. 1 2  Jean de Heinzelin, John Desmond Clark, Tim White et al.: Environment and Behavior of 2.5-Million-Year-Old Bouri Hominids. In: Science. Band 284, Nr. 5414, 1999, S. 625–629, doi:10.1126/science.284.5414.625, Volltext.
2. ↑  Eintrag Bouri in Bernard Wood (Hrsg.): Wiley-Blackwell Encyclopedia of Human Evolution. 2 Bände. Wiley-Blackwell, Chichester u. a. 2011, ISBN 978-1-4051-5510-6.